# 岳人列伝
『岳人列伝』（クライマーれつでん）は、村上もとかによる登山（アルパイン・クライミング）を題材とした連作漫画。『少年ビッグコミック』（小学館）に連載された。
第6回（1982年度）講談社漫画賞少年部門受賞作品。山岳漫画の金字塔と評される。

## 概要
『少年ビッグコミック』に読切短編として不定期に連載された作品をまとめた短編集。シェルパ族のアン・プルパやパデトのように複数の話に登場する人物もいるが、基本的には各話は独立している。
1982年の講談社漫画賞では『タッチ』『胸さわぎの放課後』といったラブコメ作品と競った結果、同賞少年漫画部門を受賞した。選考委員である石森章太郎は、本作の「如何にも “少年” マンガらしい荒々しさ」を評している。

## 各話あらすじ

### 南西壁
エベレスト南西壁国際登山隊は厳冬期初登頂を目指していた。
登攀隊員のイギリス人ロニー・ゴードンは “タイガー” と呼ばれるシェルパ頭の “勇者” アン・プルパと交流を結ぶ。
度重なる不運により、登頂参加メンバーはロニーとプルパを残して全滅。ロニーも長期間の高所生活と酸素不足から死の淵にいたが、最終キャンプのテントの中で凍えながら死ぬのも、山頂に背を向けて降りながら死ぬのも拒否し、山頂を目指す。プルパもロニーに打たれ、パートナーとして「たったふたりの登山隊」を組み、命をかけた挑戦が始まる。

### 裸足の壁
シェルパ族の少年カンバは幼馴染であり初恋の相手ラーリと相思相愛でありながら、互いの家が貧しくラーリを嫁に迎えることが出来なかった。15歳になった年、ラーリは隣村の長者に嫁入りする事になった。
ラーリの輿入れの日、カンバは僅かなザイル、ハーケンといった岩登り道具と自らの肉体のみで「勇者の壁」と呼ばれる高さ1000メートルの絶壁に挑む。全ては二度と悔しい思いをしないため、一刻も早く大人になるために。
「南西壁」に登場したアン・プルパがカンパの師匠として登場している。

### 北壁

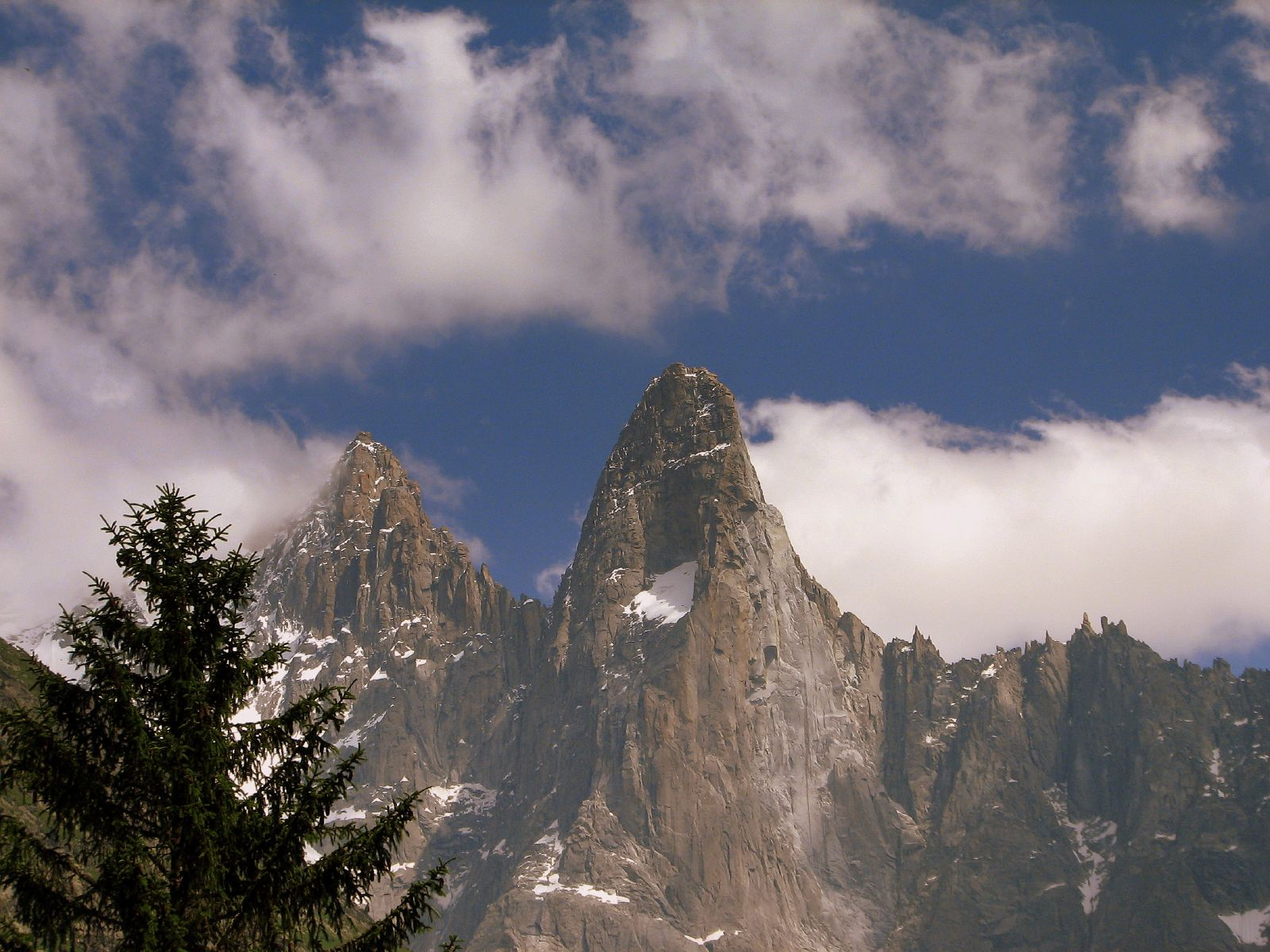
プチドリュ針峰 北壁と西壁

前後編。「PART1．遭難」「PART2．時よ止まれ」からなる。
1973年、プチドリュ針峰（fr:Les Drus）の北壁未踏ルートにドイツ山岳会に名前をとどろかすウェルナ・ユンゲン、イエルク・ユンゲン親子が挑んだ。麓の村からはイエルクの弟フリッツが登攀ルートの指示を出す。しかし、北壁未踏ルートは難所続きであり落石もあって、ついにイエルクが滑落死する。イエルクの遺体は北壁半ばで凍り付いた。
8年後、イエルクの止まった時を動かすために、屈指のクライマーに成長したフリッツをパートナーとして、再びユンゲン親子は北壁に挑む。

### 遠い頂
時は1930年代初めごろ、英国空軍大尉のウォルト・ウィルバーは、飛行機でエベレスト中腹に着陸できれば登頂は簡単にできると考え、飛行を行ったが、着陸することすらかなわなかった。
エベレストの魅力に憑りつかれたウォルトは、軍を辞し公爵家も飛び出し、全てを投げ出してエベレスト登頂に賭けた。恋人ローラはそんなウォルトの後を死にもの狂いでついて行く。
アルプス山脈でウォルトは人であることを忘れるほどの、ローラは女であることを忘れるほどの登攀訓練を行い、1934年についに2人はエベレストへ向かう。
当初は順調であった登攀も、次第に天候が悪くなる。雇ったシェルパ族たちも女であるローラが山に入ったから、山の神が怒っていると逃げ出す始末。ただ1人残ったシェルパ族の若者パデトと3人で登攀を続ける。
前年の英国隊の残した食糧などに助けられながら、最終キャンプの設営を行ったが、高山病のためローラが動けなくなってしまう。ローラは自らウォルトの登頂を推し、ウォルトは単独で登頂に挑んでいく。
これはエドモンド・ヒラリーとテンジン・ノルゲイによるエベレスト初登頂が行われた19年前の、記録から抹消された物語である。
なお、1934年には実際に飛行機でエベレスト中腹に強行着陸し登頂する計画を立てた元イギリス空軍のパイロット、モーリス・ウィルソンが単独で入山し遭難死する事件が発生している。

### ザイル
日本屈指のザイルパーティと呼ばれた阿南、吉岡コンビは、グランド・ジョラスで遭難死した。
20年後、異なる道を選びながら、山で出会った阿南、吉岡の息子たちは親子2代のザイルパーティとしてグランド・ジョラスに挑む。
想像を絶する苦難に直面する中、彼らは「自分はなぜ山に挑むのか」という自身の根源に目を向けていく。

### ヒマラヤの虎
「南西壁」「裸足の壁」に登場したシェルパ族のアン・プルバの若き日を描く。「遠い頂」に登場したパデトが壮年の“タイガー”パデトとして登場する。

### 吹雪
父親が山を止めた理由を求め、浪人生・高井洋介は冬期に北アルプス・霞沢岳の単独登山を行う。
しかし、初の雪山単独行ということもあり未熟さから雪庇に落ちかけたところを、エベレスト遠征隊参加歴もある有名女性登山家・瀬木路子に助けられる。
洋介は瀬木の助けを受けながら登頂を果たすが、瀬木は登頂を果たした達成感より「これでやっと帰路に付ける」と心構えの違いを語る。生還を目指す帰路で、洋介は「父は果たして何を想っていたのか」を痛いほどに思い知ることとなる。

### K2
前後編。「PART1．最終キャンプ」「PART2．北西稜の5人」からなる。
アメリカ・ドイツ合同隊が、K2未踏の北西稜ルートに挑むが、天候が悪く死者2名、重傷者1名の惨事を引き起こす。登頂はおろか下山のチャンスさえ限られる状況下、ベースキャンプの隊長はついに撤退の指示を出すが、最終キャンプに残っていた5人はそれぞれの我儘から指示を無視して登頂に挑む。
なお、現実にK2北西稜の登攀が成功したのは、1991年である。

## 単行本
マンガくんコミックス / 少年ビッグコミックス
1. 岳人列伝 南西壁  ISBN 978-4091502612 1981年5月
2. 岳人列伝 ザイル ISBN 978-4091502629 1982年11月

『マンガくん』は『少年ビッグコミック』の前身。単行本のレーベル名として継続していたが、誌名の変更の後追いで改名された（単行本の内容やデザインなどはそのまま）。

小学館叢書
- 岳人列伝 ISBN 978-4091972514 1991年6月
巻末に今井通子による4ページの Comment（ちょうど良い大きさの山）を収録

文春文庫 ビジュアル版 （文藝春秋）
- 岳人列伝 ISBN 978-4168108266 1996年7月

アイランドコミックスPRIMO （嶋中書店）
- 岳人列伝 ISBN 978-4861560040 2004年7月

ガンボコミックス
表紙は横に「岳人列伝」、縦に「クライマー列伝」と「列」の字で十字になるように表題がレイアウトされている。
- 岳人（クライマー）列伝 上 ISBN 978-4903955063 2007年10月
- 岳人（クライマー）列伝 下 ISBN 978-4903955070 2007年11月
著者あとがき収録

小学館文庫
- 岳人列伝 ISBN 978-4091960108 2011年5月

My First Big SPECIAL
- 岳人列伝 ISBN 978-4091078919 2013年4月